# بيسي كوليمان
إليزابيث «بيسي» كولمان (بالإنجليزية: Elizabeth "Bessie" Coleman) ‏(26 يناير 1892 - 30 أبريل 1926) هي طيارة مدنية أميركية. وكانت أول طيارة أمريكية من أصل أفريقي، وهي أيضاً أول امرأة من الأمريكيين الأصليين حصلت على رخصة طيار. وهي أيضا أول شخص من الأمريكيين من أصل أفريقي حصلت على رخصة طيار دولية.

## حياتها المبكرة
وُلدت كولمان في 26 يناير 1892، في أتلانتا بولاية تكساس، كانت العاشرة من بين 13 ابنًا وبنتًا من أبناء جورج كولمان، أربعة من أجدادها هم من قبيلة شيروكي، وسوزان كولمان، التي كانت أمريكية من أصل إفريقي. نجا تسعة فقط من الأطفال من مرحلة الطفولة السابقة. عندما كانت كولمان تبلغ من العمر عامين، انتقلت عائلتها إلى واكساهاتشي، تكساس، حيث كانوا يعيشون كمزارعين. بدأت كولمان بالذهاب إلى المدرسة في واكساهاتشي وهي في السادسة من عمرها. كان عليها أن تمشي أربعة أميال كل يوم إلى مدرسة الفصل العنصري والمكونة من غرفة واحدة، حيث كانت تحب القراءة وطورت نفسها كطالبة متميزة في الرياضيات. أكملت تعليمها الابتدائي في تلك المدرسة.
كل عام، كان روتين كولمان في المدرسة، والأعمال، والكنيسة يتوقف بسبب حصاد القطن. في عام 1901، ترك جورج كولمان عائلته. عاد إلى أوكلاهوما، أو الإقليم الهندي، كما كان يُسمى آنذاك، لإيجاد فرص أفضل؛ لكن سوزان وعائلتها لم يوافقوا على الرحيل. في سن ال 12، قُبِلت بيسي في المنحة الدراسية التابعة لمدرسة الكنيسة التبشيرية المعمدانية. عندما بلغت سن الثامنة عشرة، أخذت مدخراتها وسجلت في جامعة أوكلاهوما للزراعة الطبيعية والعادية (تسمى الآن جامعة لانجستون). أكملت فترة واحدة قبل أن تنفد أموالها وتعود إلى المنزل.

## مسيرتها المهنية

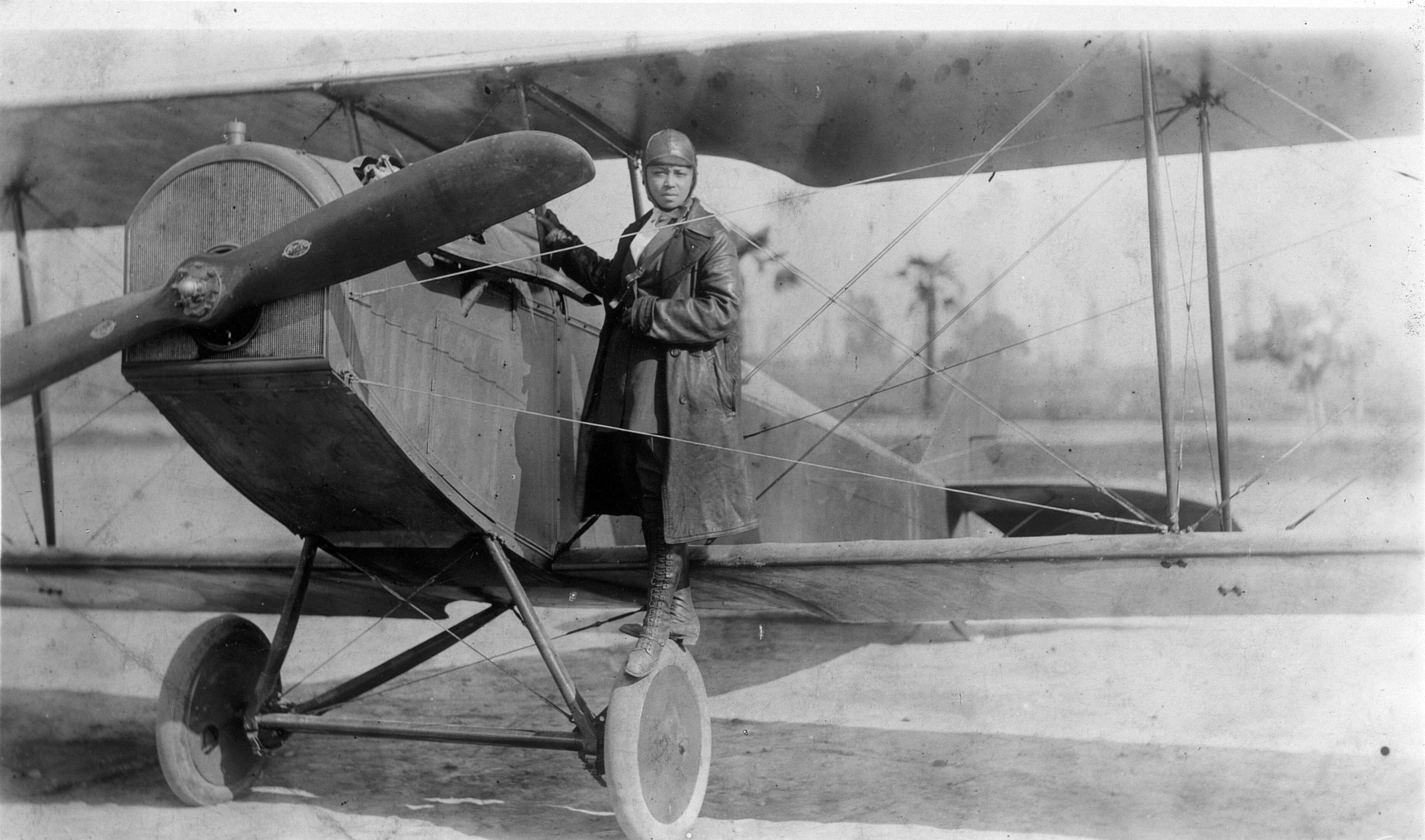
بيسي كولمان وطائرتها عام 1922

### شيكاغو
في عام 1916 في سن الرابعة والعشرين عامًا، انتقلت كولمان إلى شيكاغو، إلينوي، حيث عاشت مع إخوتها. في شيكاغو، عملت كمدرمة لأظافر اليد في صالون حلاقة وايت سوكس. هناك سمعت قصصًا من الطيارين العائدين إلى الوطن من الحرب العالمية الأولى عن الطيران خلال الحرب. حصلت على وظيفة ثانية في مطعم (تشيلي بارلر) لتوفير المال على أمل أن تصبح طيارةً. نظرًا لأن مدارس الطيران الأمريكية في ذلك الوقت لم تقبل النساء أو الأمريكان الأفارقة، فقد شجعها روبرت ديب مؤسس وناشر مجلة شيكاغو ديفيندر على الدراسة في الخارج. أعلن (أبوت) عن سعي كولمان في صحيفته وحصلت على رعاية مالية من المصرفي جيسي بينغا ومجلة ديفيندر.

### فرنسا
درست كولمان اللغة الفرنسية في مدرسة بيرلتز في شيكاغو، ثم سافرت إلى باريس في 20 نوفمبر 1920 لكي تتمكن من الحصول على رخصة الطيران. تعلمت قيادة الطائرة ثنائية السطح من طراز Nieuport 82 مع «نظام توجيه يتكون من عصا رأسية بسمك مضرب بيسبول أمام الطيار وشريط الدفة تحت أقدام الطيار.» في 15 يونيو 1921، أصبحت كولمان أول امرأة سوداء وأول مواطن أمريكي أصلي يحصل على رخصة طيار طيران وأول شخص أسود وأول مواطن أمريكي أصلي يحصل على رخصة طيران دولية من اتحاد الطيران الدولي. عاقدةً العزم على صقل مهاراتها، أمضت كولمان الشهرين التاليين في تلقي دروس من طيار فرنسي بارع بالقرب من باريس وفي سبتمبر 1921 أبحرت إلى أمريكا. أثارت ضجة كبيرة في وسائل الإعلام عندما عادت إلى الولايات المتحدة.

### العروض الهوائية
«الهواء هو المكان الوحيد الخالي من التحيز. كنت أعلم أنه ليس لدينا أي طيارين، لا رجال ولا نساء، وعرفتُ أن هذا العِرق بحاجة إلى ممثلين عنه في هذا الخط الأكثر أهمية، لذلك اعتقدت أنه من واجبي المخاطرة بحياتي لتعلم الطيران...» - بيسي كولمان
نظرًا لأن عصر الطيران التجاري كان لا يزال مستقبليًا لفترة عقدٍ من الزمان أو أكثر، أدركت كولمان بسرعة أنه من أجل كسب عيشتها كطيارة مدنية، يتعين عليها أن تصبح «طيارةً بهلوانية»، وتؤدي حيلًا خطيرة باستخدام تكنولوجيا الطيران التي كانت لا تزال في أول مشوارها. ولكي تنجح في هذه الساحة شديدة التنافس، فإنها ستحتاج إلى دروس متقدمة ومرجع أكثر شمولاً. عند عودتها إلى شيكاغو، لم تجد كولمان أي شخص على استعداد لتدريسها، لذلك في فبراير 1922، أبحرت مرة أخرى إلى أوروبا. أمضت الشهرين اللاحقين في فرنسا لاستكمال دورة متقدمة في مجال الطيران، ثم غادرت إلى هولندا للقاء أنتوني فوكر، أحد مصممي الطائرات الأكثر شهرة في العالم. سافرت أيضًا إلى ألمانيا، حيث زارت شركة (Fokker Corporation) وحصلت على تدريب إضافي من أحد كبار طيّاري الشركة. ثم عادت إلى الولايات المتحدة لبدء حياتها المهنية في الطيران الاستعراضي.
«الملكة بيس»، كما كانت معروفة، كانت عنصر جذبٍ يحظى بشعبية كبيرة في السنوات الخمس اللاحقة. إذ دُعيت إلى أحداث مهمة وغالبًا ما قابلتها الصحف، كانت تحظى بإعجاب كل من السود والبيض. قامت في المقام الأول بقيادة طائرات كورتيس ثنائية السطح JN-4 «جيني» وغيرها من الطائرات التي كانت طائرات فائضة عن حاجة الجيش تُرِكت بعد الحرب. ظهرت لأول مرة في عرض جوي أمريكي في 3 سبتمبر 1922، في حدث تكريمي للمحاربين القدامى في فوج المشاة 369 في الحرب العالمية الأولى والمُكوَّن كليًا من السود، والذي أقيم في كورتيس فيلد في لونغ آيلاند بالقرب من مدينة نيويورك، وبرعاية صديقها أبوت وصحيفة شيكاغو ديفيندر، وصف المعرض كولمان بأنها «أعظم طيارةٍ أنثى في العالم» وشهد عروضً جوية لثمانية طيارين بارعين آخرين، وقفزة بواسطة المظلي الأسود هوبرت جوليان. بعد ستة أسابيع عادت إلى شيكاغو لتقدم عرضًا مذهلاً من المناورات الجريئة -بما في ذلك رسم شكل الرقم ثمانية والحلقات والانخفاضات القريبة من الأرض نحو حشد كبير ومتحمس في «قبة الشطرنج -Checkerboard Airdrome» والتي أصبحت الآن أرض مركز هاينز فيتيرانس للمحاربين القدامى الطبي في هاينز، إلينوي، ومستشفى لويولا، ومايوود، ومحمية غابات مقاطعة كوك القريبة.
لكن التشويق وحركات الطيران المثيرة لإعجاب الحشود المبتهجة لم تكن سوى جزء من حلم كولمان. لم يغب عن كولمان أبداً تعهد طفولتها بأن «ترتقي إلى شيءٍ يومًا ما». باعتبارها طيّارةً محترفة، كثيرا ما انتُقِدت كولمان من قبل الصحافة بسبب طبيعتها الانتهازية والأسلوب اللافت للانتباه الذي أضافته إلى اسلوبها في الطيران الاستعراضي. ومع ذلك، اكتسبت أيضًا شهرة سريعة كطيارة ماهرة وجريئة لن يوقفها أي شيء لإكمال حيلة صعبة. في لوس أنجلوس، كسرت ساقها وثلاثة من أضلاعها عندما توقفت طائرتها وتحطمت في 22 فبراير 1923.
ملتزمةً بالترويج للطيران ومكافحة العنصرية، تحدثت كولمان إلى الجماهير في جميع أنحاء البلاد حول السعي نحو الطيران وأهداف الأميركيين الأفارقة. رفضت مطلقًا المشاركة في فعاليات الطيران التي حظرت حضور الأميركيين الأفارقة.
في عشرينات القرن الماضي، في أورلاندو، فلوريدا في جولة محادثات، قابلت القس هيزكيا هيل وزوجته فيولا، الناشطَين المجتمعيَين الذين قاما بدعوتها إلى البقاء معهما في بيت القسيس في كنيسة ماونت زيون التبشيرية المعمدانية في شارع واشنطن في حي بارامور. غُيِّرَ اسم شارع محلي إلى شارع «بيسي كولمان» تكريمًا لها في عام 2013. أقنعها الزوجان، اللذان عاملوها كإبنة، بالبقاء وفتحت كولمان محل تجميل في أورلاندو لكسب أموال إضافية لشراء طائرتها الخاصة.
من خلال اتصالاتها الإعلامية، عُرِض عليها دورٌ في فيلم طويل بعنوان (الظل والشروق Shadow and Sunshine)، بتمويل من شركة إنتاج الأفلام الأمريكية الأفريقية Seminole. قبلت بسرور، على أمل أن تساعدها الدعاية في تطوير حياتها المهنية وتزويدها ببعض المال الذي تحتاجه لإنشاء مدرستها الخاصة للطيران. ولكن عندما علمت أن المشهد الأول في الفيلم يتطلب منها أن تظهر في ملابس ممزقة، مع عصا المشي وحزمة على ظهرها، رفضت المتابعة.